# Deutsche Alpine Skimeisterschaften 2021
Die Deutschen Alpinen Skimeisterschaften 2021 fanden vom 19. bis 21. Februar 2021 in Garmisch-Partenkirchen in den Disziplinen Abfahrt, Super-G und Kombination und vom 27. bis 28. März in Götschen in den Disziplinen  Riesenslalom und Slalom statt. Die Rennen waren zumeist international besetzt, um die Deutsche Meisterschaft fuhren jedoch nur die deutschen Teilnehmer.

## Herren

### Abfahrt
| Platz | Name              | Zeit        |
| ----- | ----------------- | ----------- |
| 01    | Dominik Schwaiger | 1:00,21 min |
| 02    | Simon Jocher      | 1:00,83 min |
| 03    | Manuel Schmid     | 1:00,97 min |
| 04    | Jacob Schramm     | 1:01,64 min |
| 05    | Fabian Bachler    | 1:02,29 min |
| 06    | Elian Lehto       | 1:02,46 min |
| 06    | Luis Vogt         | 1:02,46 min |
| 08    | Lukas Broschek    | 1:02,65 min |
| 09    | Elias Ott         | 1:02,79 min |
| 010   | Gabriel Aregger   | 1:02,81 min |

Datum: 20. Februar 2021

Ort: Garmisch-Partenkirchen

Start: 1690 m, Ziel: 1188 m

Höhendifferenz: 502 m

Tore: 24

### Super-G
| Platz | Name              | Zeit        |
| ----- | ----------------- | ----------- |
| 01    | Dominik Schwaiger | 1:05,76 min |
| 02    | Lukas Zippert     | 1:05,79 min |
| 03    | Otmar Striedinger | 1:05,86 min |
| 04    | Simon Jocher      | 1:05,92 min |
| 05    | Manuel Schmid     | 1:06,50 min |
| 06    | Stefan Luitz      | 1:06,89 min |
| 07    | Fabian Bachler    | 1:07,12 min |
| 08    | Matteo Amstutz    | 1:07,49 min |
| 09    | Paul Vonier       | 1:07,76 min |
| 010   | Turo Torvinen     | 1:07,81 min |

Datum: 21. Februar 2021

Ort: Garmisch-Partenkirchen

Start: 1690 m, Ziel: 1188 m

Höhendifferenz: 502 m

Tore: 37

### Riesenslalom
| Platz | Name               | Zeit        |
| ----- | ------------------ | ----------- |
| 01    | Frederik Norys     | 1:58,14 min |
| 02    | Jonas Stockinger   | 1:58,31 min |
| 03    | Alexander Schmid   | 1:58,61 min |
| 04    | Stefan Luitz       | 1:58,86 min |
| 05    | Brian McLaughlin   | 1:59,13 min |
| 06    | Alec Scott         | 1:59,30 min |
| 07    | Bastian Meisen     | 1:59,50 min |
| 08    | Julian Schütter    | 1:59,51 min |
| 09    | Patrick Kenney     | 1:59,63 min |
| 010   | Fabian Himmelsbach | 1:59,64 min |

Datum: 27. März 2021

Ort: Götschen

Start: 1180 m, Ziel: 880 m

Höhendifferenz: 30 m

Tore 1. Lauf: 44, Tore 2. Lauf: 45

### Slalom
| Platz | Name               | Zeit         |
| ----- | ------------------ | ------------ |
| 01    | Sebastian Holzmann | 1:31,05 min  |
| 01    | Anton Tremmel      | 1:31,05 min  |
| 03    | Fabian Himmelsbach | 1:31,59 min  |
| 04    | Simon Rüland       | 1:31,66 min  |
| 05    | Linus Straßer      | 1:31,81 min  |
| 06    | Stefan Luitz       | 1:32,25 min  |
| 07    | Julian Rauchfuss   | 1:32,25 min  |
| 07    | Linus Witte        | 1:32,25 min  |
| 09    | Armin Dornauer     | 1:32,39 min  |
| 010   | Thomas Dorner      | 1:32,521 min |

Datum: 28. März 2021

Ort: Götschen

Start: 1045 m, Ziel: 880 m

Höhendifferenz: 165 m

Tore 1. Lauf: 61, Tore 2. Lauf: 61

### Kombination
| Platz | Name             | Zeit        |
| ----- | ---------------- | ----------- |
| 01    | Simon Jocher     | 1:44,02 min |
| 02    | Bastian Meisen   | 1:45,56 min |
| 03    | Raphael Riederer | 1:45,63 min |
| 04    | Stefan Luitz     | 1:45,67 min |
| 05    | Lukas Zippert    | 1:45,72 min |
| 06    | Fabian Bachler   | 1:45,85 min |
| 07    | Simon Luca Wolf  | 1:46,62 min |
| 08    | Elias Ott        | 1:46,73 min |
| 09    | Elian Lehto      | 1:47,00 min |
| 010   | Paul Vonier      | 1:47,06 min |

Datum: 21. Februar 2021

Ort: Garmisch-Partenkirchen

Start: 1690 m, Ziel: 1188 m (Super-G)

Höhendifferenz: 500 m

Tore Super-G: 37, Tore Slalom: 52

## Damen

### Abfahrt
| Platz | Name                       | Zeit        |
| ----- | -------------------------- | ----------- |
| 01    | Kira Weidle                | 1:03,42 min |
| 02    | Carina Stuffer             | 1:04,45 min |
| 03    | Katrin Hirtl-Stanggaßinger | 1:04,95 min |
| 04    | Nadine Kapfer              | 1:04,99 min |
| 05    | Meike Pfister              | 1:05,34 min |
| 06    | Federica Sosio             | 1:05,61 min |
| 07    | Katharina Huber            | 1:05,73 min |
| 07    | Anna Schillinger           | 1:05,73 min |
| 09    | Laura Brandner             | 1:05,85 min |
| 010   | Leonie Bachl-Staudinger    | 1:06,02 min |

Datum: 20. Februar 2021

Ort: Garmisch-Partenkirchen

Start: 1690 m, Ziel: 1188 m

Höhendifferenz: 502 m

Tore: 24

### Super-G
| Platz | Name                       | Zeit        |
| ----- | -------------------------- | ----------- |
| 01    | Kira Weidle                | 1:09,23 min |
| 02    | Katrin Hirtl-Stanggaßinger | 1:10,22 min |
| 03    | Anna Schillinger           | 1:10,90 min |
| 04    | Laura Brandner             | 1:11,06 min |
| 05    | Antonia Kermer             | 1:11,25 min |
| 06    | Meike Pfister              | 1:11,28 min |
| 07    | Carina Stuffer             | 1:11,39 min |
| 08    | Nadine Kapfer              | 1:11,64 min |
| 09    | Maya Traichel              | 1:11,72 min |
| 010   | Federica Sosio             | 1:11,76 min |

Datum: 21. Februar 2021

Ort: Garmisch-Partenkirchen

Start: 1690 m, Ziel: 1188 m

Höhendifferenz: 502 m

Tore: 37

### Riesenslalom
| Platz | Name              | Zeit        |
| ----- | ----------------- | ----------- |
| 01    | Andrea Filser     | 2:01,09 min |
| 02    | Vivien Insam      | 2:01,38 min |
| 03    | Marlene Schmotz   | 2:01,42 min |
| 04    | Fabiana Dorigo    | 2:01,56 min |
| 05    | Jessica Hilzinger | 2:01,68 min |
| 06    | Paulina Schlosser | 2:01,73 min |
| 07    | Emma Aicher       | 2:01,85 min |
| 08    | Christine Scheyer | 2:01,92 min |
| 09    | Sophia Waldauf    | 2:02,20 min |
| 010   | Michaela Heider   | 2:02,22 min |

Datum: 28. März 2021

Ort: Götschen

Start: 1180 m, Ziel: 880 m

Höhendifferenz: 165 m

Tore 1. Lauf: 44, Tore 2. Lauf: 44

### Slalom
| Platz | Name                   | Zeit        |
| ----- | ---------------------- | ----------- |
| 01    | Vivien Insam           | 1:31,26 min |
| 02    | Emma Aicher            | 1:31,44 min |
| 03    | Lena Dürr              | 1:31,47 min |
| 04    | Andrea Filser          | 1:32,05 min |
| 05    | Marlene Schmotz        | 1:32,73 min |
| 06    | Jessica Hilzinger      | 1:32,86 min |
| 07    | Maria Shkanova         | 1:33,44 min |
| 08    | Vera Tschurschenthaler | 1:33,96 min |
| 09    | Sophia Waldauf         | 1:34,45 min |
| 010   | Petra Unterholzner     | 1:34,46 min |

Datum: 27. März 2019

Ort: Götschen

Start: 1045 m, Ziel: 880 m

Höhendifferenz: 165 m

Tore 1. Lauf: 58, Tore 2. Lauf: 58

### Kombination
| Platz | Name                       | Zeit        |
| ----- | -------------------------- | ----------- |
| 01    | Laura Brandner             | 1:51,24 min |
| 02    | Katrin Hirtl-Stanggaßinger | 1:51,38 min |
| 03    | Nadine Kapfer              | 1:51,61 min |
| 04    | Teresa Runggaldier         | 1:52,45 min |
| 05    | Antonia Kermer             | 1:52,47 min |
| 06    | Ronja Wiesler              | 1:54,30 min |
| 07    | Katharina Huber            | 1:54,85 min |

Datum: 21. Februar 2021

Ort: Garmisch-Partenkirchen

Start: 1690 m, Ziel: 1188 m (Super-G)

Höhendifferenz: 502 m

Tore Super-G: 37, Tore Slalom: 52